# Aura (mitologia)
Aura (o Aula), figlia dell'oceanina Peribea e del titano Lelanto, è una divinità minore della mitologia greca. 
Il nome, che significa "brezza" deriva dalle sue movenze, veloci come il vento.

## Mitologia
La sua vicenda è narrata nel XLVIII libro del poema "Le Dionisiache" di Nonno di Panopoli.
Secondo il mito, ella viveva nei boschi dedicandosi unicamente alla lotta con cinghiali e leoni, restia e avversa alle tentazioni amorose. Orgogliosa della sua verginità, arrivò a trasformare un giovane in un cervo solo perché questi aveva osato guardarla.
Su di lei si abbatté, tramite Nemesi, la collera di Artemide, adirata con Aura per via di un commento che la ninfa aveva pronunciato guardando il corpo della dea, durante un bagno alle cascate del Sangario.
Nemesi fece dunque in modo che l'attenzione di Dioniso si posasse sulla ninfa.
Per possederla, il dio fu costretto a trasformare in vino l'acqua della fonte nella quale Aura beveva. Dopo aver bevuto, Aura si stese all'ombra di un albero addormentandosi. Dioniso allora si avvicinò, allontanò la faretra e l'arco e, dopo averle legato mani e piedi, la violentò. 
Si allontanò poi da lei, dopo averle sciolto gli arti e aver rimesso la faretra al suo posto.
Aura si risvegliò, vide le sue nudità e, grazie a un sogno avuto in precedenza nel quale vedeva Eros offrire una leonessa a Afrodite e Adone, mentre lei stava in mezzo ai due, capì. 
Si sentì allora invadere da una furia tremenda, scese a valle travolgendo e uccidendo chiunque le si ponesse davanti, fino a quando il suo passo si fece più pesante sotto il peso della gravidanza. 
Allora le apparve Artemide sorridente, ironica, a rivelarle il nome del padre.
Nacquero due gemelli, verso i quali la ninfa avvertiva un forte odio.
Li offrì ai venti del cielo affinché li portassero via; provò a farli mangiare da una leonessa mettendoli in una tana. Ma in questa entrò una pantera che li accudì allattandoli, mentre due serpenti proteggevano l'entrata.
Allora ne prese uno in braccio, lo lanciò in aria e, una volta ricaduto a terra, si gettò su di lui per sbranarlo. Artemide, atterrita da tanta violenza, si precipitò a salvare l'altro gemello, Iacco, e lo portò via consegnandolo a Dioniso.
Infine Aura, ancora in preda a una furia cieca, tentò di suicidarsi gettandosi nelle acque del Sangario.  Zeus la trasformò: ora dai suoi seni sgorgava acqua, il suo corpo era un torrente, i suoi capelli erano fiori, le frecce sibilanti canne sonore, la corda dell’arco un giunco.